# Volkmar Winkler (Politiker, 1929)
Volkmar Winkler (* 15. Juni 1929 in Chemnitz; † 17. Januar 1980) war ein deutscher Politiker (SED). Er war von 1977 bis 1980 Staatssekretär im Ministerium für Verkehrswesen der DDR.

## Leben

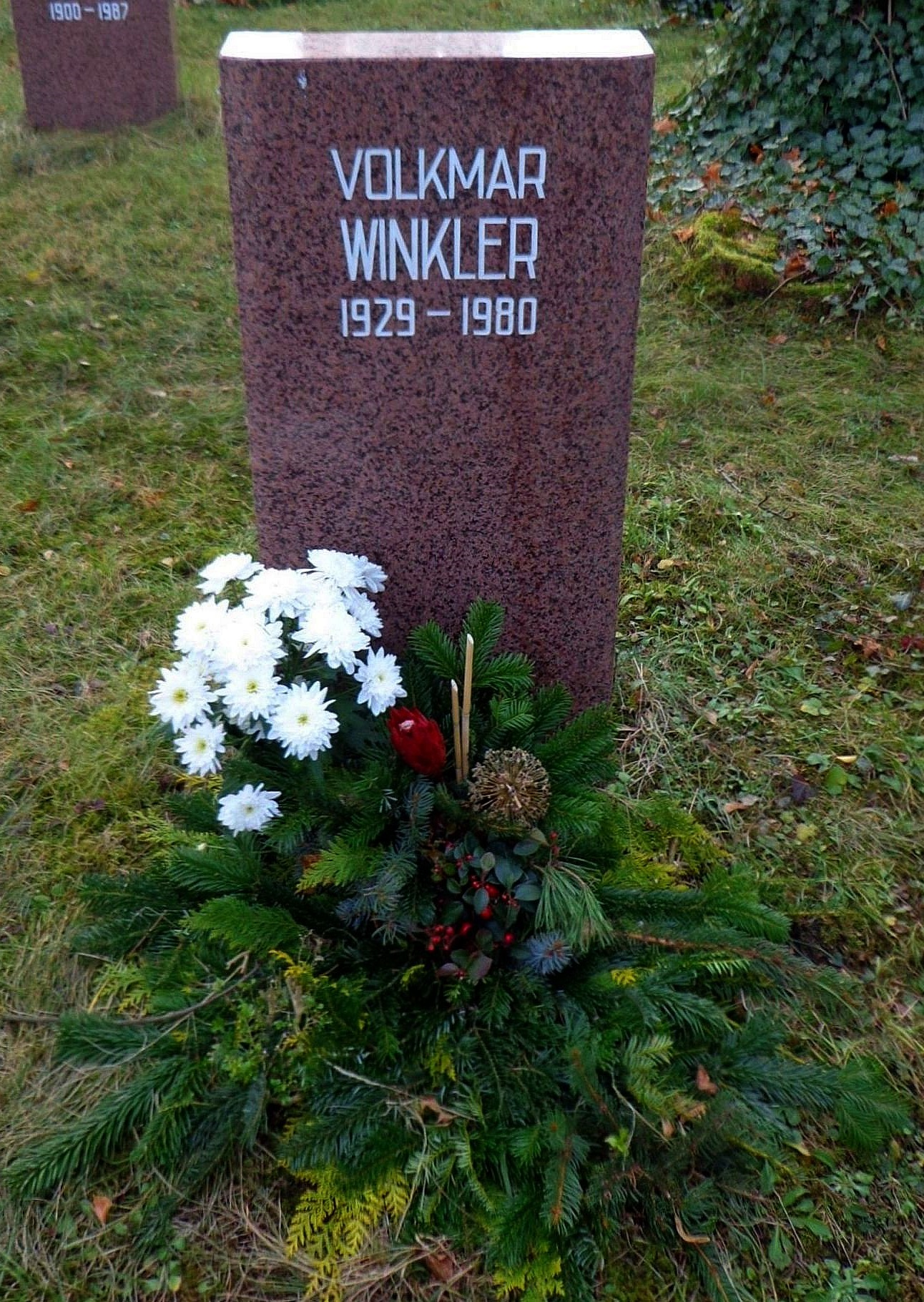
Grabstätte

Winkler, Sohn eines Reichsbahnarbeiters, absolvierte nach dem Besuch der Volks- und Mittelschule eine kaufmännische Lehre. Er arbeitete als  Angestellter und Dekorateur bei der KG Chemnitz. Von 1948 bis 1950 war er 1. Sekretär des Kreisvorstandes der IG Transport Chemnitz. Er wurde 1951 Mitglied der Sozialistischen Einheitspartei Deutschlands (SED) und arbeitete ab 1951 als Leiter der Auto-Transport-Gemeinschaft Sachsen. Von 1951 bis 1953 studierte er an der Deutschen Verwaltungsakademie (DVA) und war dort wissenschaftlicher Assistent. 
Im  Februar 1953 wurde er Instrukteur im Sektor Kraftverkehr der Abteilung Transport- und Verbindungswesen des  ZK der SED, dann Leiter des Sektors Kraftverkehr und Schifffahrt. Ab 1956 fungierte er als stellvertretender Leiter der Abteilung Eisenbahn, Verkehr und Verbindungswesen und von 1958 bis 1962 als Leiter der Abteilung Verkehr und Verbindungswesen des ZK der SED (Nachfolger von Günter Mittag). Winkler war zeitweise Mitglied der Wirtschaftskommission beim Politbüro des ZK. 1960/61 studierte er an der Parteihochschule „Karl Marx“. 1961/62 war er Verkehrsattaché der DDR in der Volksrepublik Polen. Im Jahr 1962 wurde er an der Hochschule für Verkehrswesen in Dresden zum Dr. rer. oec. promoviert. Von 1962 bis 1977 wirkte er als Stellvertreter des Ministers und ab 1. August 1977 als Staatssekretär im Ministerium für Verkehrswesen (Nachfolger von Heino Weiprecht). 1977/78 war er Präsident der Internationalen Eisenbahnorganisation (UIC). Winkler war Mitglied des Sekretariats der SED-Kreisleitung der Zentralen Organe des Verkehrswesens.
Winkler starb im Alter von 50 Jahren. Seine Urne wurde in der Grabanlage Pergolenweg des Berliner Zentralfriedhofs Friedrichsfelde beigesetzt.

## Auszeichnungen
- 1965 Ehrentitel „Verdienter Eisenbahner der Deutschen Demokratischen Republik“
- 1969 Vaterländischer Verdienstorden in Bronze und 1974 in Silber
- 1975 Ehrennadel der Gesellschaft für Deutsch-Sowjetische Freundschaft in Gold
- 1979 Orden Banner der Arbeit Stufe I